# داش قزقابان
داش‌ قزقابان هي قرية في مقاطعة تكاب، إيران. عدد سكان هذه القرية هو 1,365 في سنة 2006.